# HDBaseT

HDBaseT-Logo

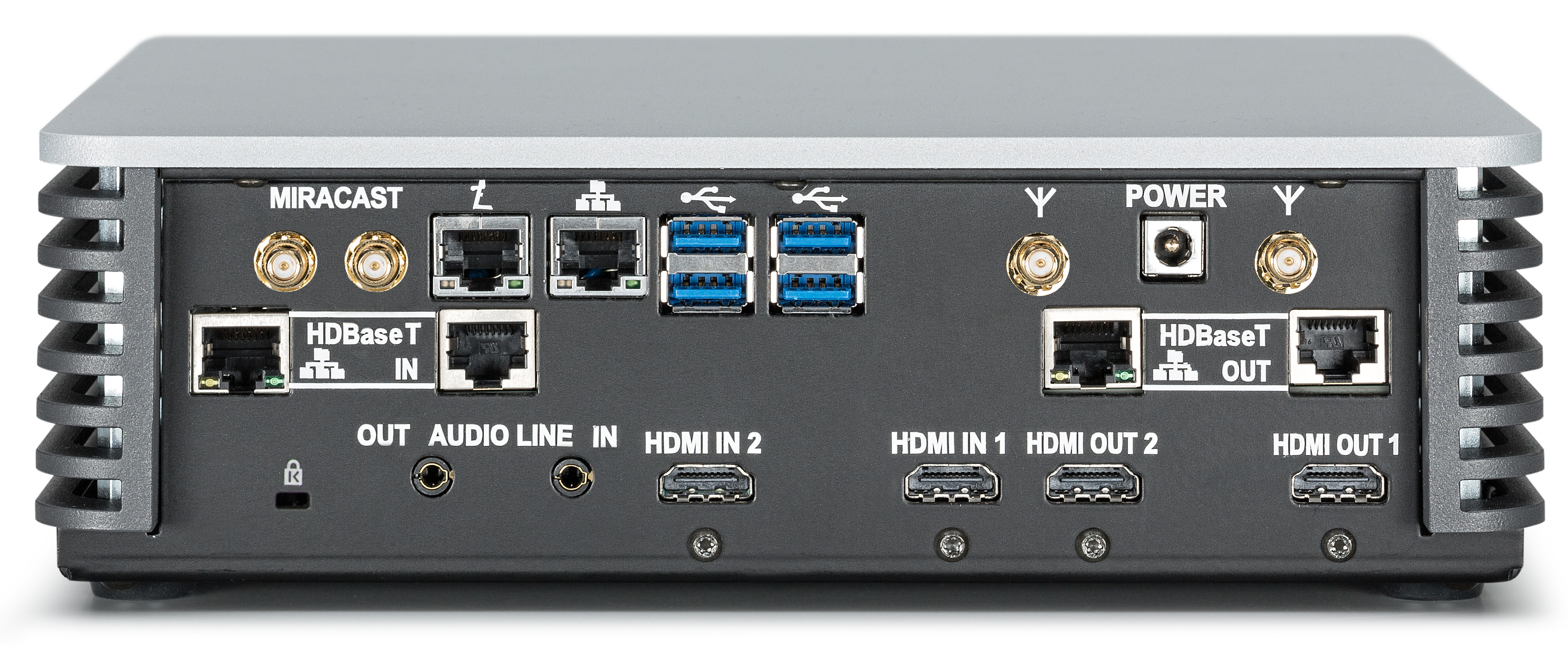
HDBaseT Anschlüsse eines Präsentations- und Kollaborationssystems

HDBaseT ist ein Verbindungsstandard zur Übertragung hochauflösender Multimediasignale.

## Entwicklung
Die HDBaseT Alliance wurde 2009 von LG, Samsung, Sony und Valens Semiconductor gegründet. Die meisten bekannten AV-Hersteller sind heute Mitglied der HDBaseT Alliance und stellen Geräte nach dem HDBaseT-Standard her.

## Eigenschaften
Den Grundstein für die HDBaseT-Technologie liefert das 5Play-Konzept. 5Play beinhaltet die:
1. Übertragung von unkomprimiertem ultra-HD Digital-Video und -Audio (2K/4K/3D),
2. 100-Mbit/s-Ethernet,
3. USB 2.0,
4. bis zu 100 W Stromversorgung (PoE) und
5. Steuersignale

über ein einziges Netzwerkkabel (geschirmtes Kabel Cat.5e, für höhere Übertragungsraten Cat.6 oder besser) bis zu 100 m Länge.
Die neueste Spezifikation des HDBaseT ermöglicht auch die Übertragung von Audio & Video, Ethernet, USB und Steuersignale für noch längere Distanzen über Glasfaser, daher fehlt hier die PoE-Stromversorgung.
An die Verbindung sind beim HDBaseT andere Voraussetzungen als bei den Cat-Standards gegeben. HDBaseT verwendet im Gegensatz zur herkömmlichen Datenkommunikation ein asymmetrisches Verfahren. Die Pakettechnologie ist ebenfalls anders aufgebaut. Die Steckverbindungen müssen möglichst stabil und ohne Wackelkontakt sein. Es ist bei einer Live-Übertragung nicht möglich, fehlerhafte Bits erneut zu senden. Zudem sind feste Kupferkabel (keine Litzen) für die Signalübertragung von großer Bedeutung. Auf dem Markt gibt es spezielle HDBaseT-Kabel (bestimmte Schirmung und Festigkeit). Zudem sollte die fertige Installation mit einem speziellen HDBaseT-Messgerät überprüft werden.

## Übertragungen
- Full-HD (2K/4K/3D) Video, unkomprimiert (mit allen HDMI-Formaten kompatibel und unterstützt alle wichtigen Funktionen, darunter EPG, CEC, EDID und HDCP)
- Audio-Multikanal (unterstützt alle gängigen Audio-Formate, einschließlich Dolby Digital, DTS, Dolby TrueHD und DTS-HD-Master Audio)
- Netzwerk (10/100 Ethernet, seit HDBaseT 3.0[2] Gigabit-Ethernet)
- nativer USB 2.0 (Tastatur, Maus, Touchscreen-Funktion)
- PoE-Speisung bei Kupferkabeln (bis 100 Watt)
- Steuersignale (IR, CEC, RS-232 bidirektikonal)

## Vorteile von HDBaseT
- Kostengünstige Kabel/Installation
- Einfache Verkabelung
- 5Play: Video, Audio, Ethernet, USB 2.0, Stromversorgung und Steuersignale über ein einziges Kabel
- Unkomprimierte Signalübertragung (keine Qualitätseinbußen)
- Extrem niedrige Latenz (jedoch höher als bei SDI)
- Industriestandard, jedoch nicht im Bereich der professionellen Veranstaltungstechnik und TV

## Nachteile von HDBaseT
- Teure Geräte (Verglichen mit SDI)
- EDID Aushandlung von Auflösung/Framerate
- nicht kompatibel mit Broadcast Equipment
- Kabellänge darf nicht länger als 100 Meter sein
- hohe Lizenzkosten für Gerätehersteller

## Installation
Viele Hersteller bauen bereits heute standardmäßig einen HDBaseT-Anschluss in ihre Geräte ein (Beamer, Blu-ray, AV-Verstärker etc.). Je nach Hersteller wird der Anschluss nicht mit HDBaseT beschriftet und deckt auch nicht das ganze 5Play-Konzept ab.
Die HDBaseT-Zertifizierung garantiert nur die HDBaseT-Grundfunktion der AV-Übertragung.
Wenn die Geräte bereits einen HDBaseT-Anschluss besitzen, können die Geräte einfach über ein geschirmtes Ethernetkabel verbunden werden. Beim Empfangsgerät muss dann als Eingang der HDBaseT-Anschluss ausgewählt werden und beim Ausgabegerät sind allenfalls noch Einstellungen zum Signal nötig. Wenn eines der Geräte keinen HDBaseT-Anschluss besitzt, ist das kein Problem. Unterdessen gibt es von vielen Herstellern Sende- bzw. Empfangsboxen mit HDMI/Displayport/VGA/Composit und anderen Ein-/Ausgängen, welche als Signalwandler fungieren. Zudem gibt es auch Medienumschalter mit allen möglichen zusätzlichen Funktionen.
Bei festverlegten Kabeln wird nach TIA-568B verkabelt, Patchfelder und Switche dürfen nicht im Leitungsweg sein.

## Alternativen
- SDI – Broadcast Standard
- HDBitT – wie HDBaseT, jedoch offener Standard, verwendet Ethernet
- NDI – netzwerkbasierte Videoübertragung, sowohl Geräte als auch Software
- HDMI
- DiiVA – Vorschlag für einen Anschlussstandard für die Übertragung von digitalen Audio- und Bilderdaten